# Juan José Gallo
Pour les articles homonymes, voir Gallo (homonymie).
Juan José Gallo, né le 18 octobre 1924, à Iquique, au Chili et décédé le 10 juin 2003, est un ancien joueur chilien de basket-ball.

## Palmarès
- 3e du championnat du monde 1950